# Handball-Panamerikameisterschaft der Männer 2014
Die 16. Handball-Panamerikameisterschaft der Männer fand vom 23. bis 29. Juni 2014 in Uruguay statt. Veranstalter war die Pan-American Team Handball Federation (PATHF). Panamerikameister wurde zum sechsten Mal Argentinien. Die drei erstplatzierten Mannschaften – Argentinien, Brasilien und Chile – qualifizierten sich außerdem für die Weltmeisterschaft 2015.

## Austragungsort
Alle Spiele der Panamerikameisterschaft 2014 wurden im Estadio Municipal Sergio Matto in Canelones ausgetragen.

## Teilnehmer
Teilnahmeberechtigt für die Panamerikameisterschaft waren Gastgeber Uruguay, Argentinien, Brasilien, Chile, Guatemala, Venezuela sowie, über die Nordamerikanische und karibische Meisterschaft 2014, Grönland, Kuba und die USA. Kuba verzichtete aus finanziellen Gründen auf die Teilnahme, der Verband Paraguays verzichtete auf die angebotene Chance als Nachrücker, somit rückte Mexiko nach. Weiterhin zog Venezuela seine Nationalmannschaft kurz vor Beginn des Wettbewerbs zurück.

## Gruppenauslosung
Die Auslosung der Vorrundengruppen fand am 24. Mai 2014 in Montevideo statt. Die neun qualifizierten Mannschaften wurden in zwei Gruppen aufgeteilt. Dadurch ergaben sich folgende Gruppen:
| Gruppe A           | Gruppe B    |
| ------------------ | ----------- |
| Brasilien          | Argentinien |
| Uruguay            | Chile       |
| Vereinigte Staaten | Grönland    |
| Venezuela          | Mexiko      |
| Guatemala          |             |

## Vorrunde
In der Vorrunde spielten die acht Mannschaften in zwei Gruppen mit jeweils vier Nationalmannschaften. Innerhalb einer Gruppe trat jedes Team einmal gegen jedes andere Team an. Die beiden besten Mannschaften jeder Gruppe qualifizierten sich für das Halbfinale.

### Gruppe A
| Pl. | Team      | Sp. | S | U | N | Tore    | Pkt. |
| --- | --------- | --- | - | - | - | ------- | ---- |
| 1   | Brasilien | 3   | 3 | 0 | 0 | 114:044 | 6    |
| 2   | Uruguay   | 3   | 2 | 0 | 1 | 078:074 | 4    |
| 3   | USA       | 3   | 1 | 0 | 2 | 074:083 | 2    |
| 4   | Guatemala | 3   | 0 | 0 | 3 | 059:124 | 0    |

| 24. Juni 2014 |           |   |           |               |
| 18:00         | USA       | – | Brasilien | 17:28 (08:15) |
| 20:00         | Uruguay   | – | Guatemala | 36:19 (17:09) |
| 25. Juni 2014 |           |   |           |               |
| 16:00         | Brasilien | – | Guatemala | 54:12 (28:04) |
| 20:00         | Uruguay   | – | USA       | 27:23 (15:05) |
| 26. Juni 2014 |           |   |           |               |
| 14:00         | USA       | – | Guatemala | 34:28 (13:12) |
| 20:00         | Uruguay   | – | Brasilien | 15:32 (07:15) |

### Gruppe B
| Pl. | Team        | Sp. | S | U | N | Tore    | Pkt. |
| --- | ----------- | --- | - | - | - | ------- | ---- |
| 1   | Argentinien | 3   | 3 | 0 | 0 | 100:055 | 6    |
| 2   | Chile       | 3   | 2 | 0 | 1 | 082:076 | 4    |
| 3   | Grönland    | 3   | 1 | 0 | 2 | 077:086 | 2    |
| 4   | Mexiko      | 3   | 0 | 0 | 3 | 058:100 | 0    |

| 23. Juni 2014 |             |   |          |               |
| 16:30         | Chile       | – | Mexiko   | 34:18 (15:09) |
| 18:30         | Argentinien | – | Grönland | 33:20 (14:12) |
| 25. Juni 2014 |             |   |          |               |
| 14:00         | Argentinien | – | Mexiko   | 33:16 (18:08) |
| 18:00         | Grönland    | – | Chile    | 24:29 (12:13) |
| 26. Juni 2014 |             |   |          |               |
| 16:00         | Grönland    | – | Mexiko   | 33:24 (17:12) |
| 18:00         | Argentinien | – | Chile    | 34:19 (16:12) |

## Platzierungsspiele und Finalrunde
Neben den jeweils besten beiden Mannschaften jeder Gruppe, die das Halbfinale bestritten, trugen die übrigen Teams Platzierungsspiele aus.

### Überkreuzspiele
| 28. Juni 2014 |          |   |           |               |
| 16:00         | Grönland | – | Guatemala | 44:22 (25:12) |
| 20:00         | USA      | – | Mexiko    | 41:28 (20:12) |

### Spiel um Platz 7
| 29. Juni 2014 |        |   |           |               |
| 14:00         | Mexiko | – | Guatemala | 37:16 (15:09) |

### Spiel um Platz 5
| 29. Juni 2014 |     |   |          |               |
| 16:00         | USA | – | Grönland | 32:43 (14:25) |

### Halbfinale
| 28. Juni 2014 |             |   |         |               |
| 14:00         | Argentinien | – | Uruguay | 30:16 (18:06) |
| 18:00         | Brasilien   | – | Chile   | 36:28 (16:13) |

### Spiel um Platz 3
| 29. Juni 2014 |       |   |         |               |
| 18:00         | Chile | – | Uruguay | 25:24 (13:13) |

### Finale
| 29. Juni 2014 |           |   |             |               |
| 20:00         | Brasilien | – | Argentinien | 19:30 (12:15) |

## Torschützenliste
| Rang | Name                  | Land               | Tore |
| ---- | --------------------- | ------------------ | ---- |
| 1    | Akutaaneq Kreutzmann  | Grönland           | 43   |
| 2    | Rodrigo Salinas Muñoz | Chile              | 40   |
| 3    | Adam Elzoghby         | Vereinigte Staaten | 34   |
| 4    | Wesley Freitas        | Brasilien          | 29   |
| 5    | Federico Pizarro      | Argentinien        | 26   |

## All-Star-Team
| Alejandro Velazco |                      | Marco Antonio Oneto |                       | Federico Pizarro |
|                   | Akutaaneq Kreutzmann |                     | Rodrigo Salinas Muñoz |                  |
|                   |                      | Sebastián Simonet   |                       |                  |
|                   |                      | Maik Santos         |                       |                  |

## Endstand
| Pl. | Team        |
| --- | ----------- |
| 1.  | Argentinien |
| 2.  | Brasilien   |
| 3.  | Chile       |
| 4.  | Uruguay     |
| 5.  | Grönland    |
| 6.  | USA         |
| 7.  | Mexiko      |
| 8.  | Guatemala   |